# Matúš Blaho
Matouš Blaho (18. srpna 1772, Bystrička - 21. března 1837, Liptovský Mikuláš) byl náboženský spisovatel a evangelický duchovní.

## Životopis
V letech 1784-1787 studoval na gymnáziu v Kremnici, 1787-1789 v Banské Bystrici, 1789-1794 na evangelickém lyceu v Bratislavě, 1794-1797 na univerzitě ve Wittenbergu. Evangelický kněz v Liptovském Mikuláši, 1819 liptovský senior. Už během studia uvědomělý příslušník národněkulturních akcí, v Liptovském Mikuláši přispěl k založení veřejné knihovny a prvního národního divadla. Propagoval slovenskou literaturu, založil základinu na její vydávání, podporoval slovenské evangelické školství. Autor homiletické literatury.